# Forcipomyia homaliae
Forcipomyia homaliae är en tvåvingeart som beskrevs av Lien 1991. Forcipomyia homaliae ingår i släktet Forcipomyia och familjen svidknott.
Artens utbredningsområde är Taiwan. Inga underarter finns listade i Catalogue of Life.